# Nodocion tikaderi
Nodocion tikaderi är en spindelart som först beskrevs av Gajbe 1993.  Nodocion tikaderi ingår i släktet Nodocion och familjen plattbuksspindlar. Inga underarter finns listade i Catalogue of Life.